# Arluno
Arluno é uma comuna italiana da região da Lombardia, província de Milão, com cerca de 9.812 habitantes. Estende-se por uma área de 12 km², tendo uma densidade populacional de 818 hab/km². Faz fronteira com Parabiago, Nerviano, Pogliano Milanese, Casorezzo, Vanzago, Ossona, Sedriano, Santo Stefano Ticino, Vittuone, Corbetta.

## Demografia
| Variação demográfica do município entre 1861 e 2011                               |
|                                                                                   |
| Fonte: Istituto Nazionale di Statistica (ISTAT) - Elaboração gráfica da Wikipedia |